# Rike Reiniger
Rike Reiniger (* 1966 in Bochum) ist eine deutsche Dramatikerin, Schriftstellerin und Regisseurin. Sie lebt in Berlin.

## Leben
Rike Reiniger, aufgewachsen in Bochum, arbeitete in einem traditionellen Puppentheater, das den deutschsprachigen Raum bereiste. Sie studierte an der Prager Akademie der musischen Künste  (Regie und Dramaturgie für Puppentheater) und an der Justus-Liebig-Universität Gießen (Angewandte Theaterwissenschaft), inszenierte in der freien Szene Berlins und war Mitbegründerin des interkulturellen Theater-Ensembles Kumpanya. Nach dessen Auflösung ging sie ins Engagement an die Landesbühnen Sachsen, das Deutsch-Sorbische Volkstheater Bautzen und das Theater junge Generation Dresden. Seit 2010 arbeitet Rike Reiniger freischaffend als Regisseurin und Autorin. Ihre Arbeiten wurden vielfach ausgezeichnet und in mehrere Sprachen übersetzt. Sie lebt in Berlin und Vorpommern.
Rike Reiniger engagiert sich ehrenamtlich für Schreib- und Leseförderung im Vorstand des Friedrich-Bödecker-Kreis in MV e.V.
Sie ist mit der Trickfilmpionierin Lotte Reiniger verwandt.

## Werke

### Theaterstücke
- 24 frames/sec – Theater-Feature zu Lotte Reiniger, Pionierin des Trickfilms
- Anne und Alma – Von der Schwierigkeit auf einem Bein zu stehen und zurückzuschauen
- Im Zustand der Schwerelosigkeit; UA 19. 3. 2022 am Theater 7ieben&7iebzig Innsbruck

- Rumpelstilzchen – Das Geschäft mit dem Gold; UA 7. 11. 2021 an der Vorpommerschen Landesbühne

- Futur Eins: Leben auf dem Mars[4]; UA 5.11. 2021 am Theater der Altmark Stendal

- Die Unsterblichen; UA 25.10.2019 am Theater Metronom

- Risse in den Wörtern; UA 25.10.2018 am Theater der Altmark Stendal; übersetzt ins Tschechische von Lucie Ceralová

- Wolken und andere Katastrophen; UA 15.4.2018 am Theater Ansbach

- Der kleine Angsthase nach dem Bilderbuch von Elizabeth Shaw, UA 27.9.2015 am Theater der Altmark Stendal

- Name: Sophie Scholl; UA 29.10.2014 am Landesgericht Wien, Ko-Produktion werk 89 und Dschungel Wien; übersetzt ins Ungarische von Ildikó Frank und ins Polnische

- Der Raub des Prinzen Hugo; UA 28.6.2014 bei den Schlossfestspielen Sondershausen

- Zigeuner-Boxer; UA 23.10.2011 am Badischen Staatstheater Karlsruhe; übersetzt ins Türkische von Ipek Abali und ins Tschechische von Lucie Ceralová

- Das Cabinet des Dr. Caligari; UA 30.3.2007 am Deutsch-Sorbischen Volkstheater Bautzen

- Lost and Found – Ein Herz und andere Dinge; UA 27.6.05 an den Landesbühnen Sachsen; übersetzt in Sorbisch/Deutsch, Italienisch/Deutsch, Ladinisch/Deutsch; Ungarisch/Deutsch, Tschechisch/Deutsch, Polnisch/Deutsch, Georgisch/Deutsch; Türkisch/Deutsch

Rike Reiniger wird vertreten vom Theaterstückverlag München und von henschel schauspiel Berlin.

### Theateressays (Auswahl)
- Clouds are made of White! The Intersection of Live Art and Puppetry as an Approach to Postdramatic Children’s Theatre, in: The Routledge Companion to Puppetry and Material Performance, New York 2015, ISBN 978-1-138-91383-7

- Material zu Medea, in: Theater der Zeit (Hrsg.): Kalkfell Zwei, Berlin 2004, ISBN 978-3-934344-33-4

- Objekttheater gefunden?, in: Reuter, David (Hrsg.): emballage, die sprache des objekts, Frankfurt/Main 2003, ISBN 3-935011-28-8.

- Heute und täglich Wunder – Geschichte(n) des tschechischen Puppentheaters, in: Bohemia 1/2000[5]

### Kinder- und Jugendbücher
- Name: Sophie Scholl; KLAK Verlag Berlin, 2020, ISBN 978-3-948156-31-2

- Risse in den Wörtern; KLAK Verlag Berlin, 2018, ISBN 978-3-943767-62-9

- Zigeuner-Boxer; KLAK Verlag Berlin, 2015, ISBN 978-3-943767-60-5

- Wolfsliebe; KLAK Verlag Berlin, 2013, ISBN 978-3-943767-15-5

### Veröffentlichungen in Anthologien
- Der Tunnel (Kurz-Drama); in: Nickel, Artur (Hrsg.): Von Fluchten und Wiederfluchten, Geest-Verlag Vechta, 2017, ISBN 978-3-86685-631-8

### Herausgeberschaft
- Hast du das wirklich erlebt? Kinder fragen Autor*innen; KLAK Verlag Berlin, 2020, ISBN 978-3-948156-24-4

## Preise und Stipendien
- „24 frames/sec“ in der Eurodram Auswahl 2024 des deutschsprachigen Komitees[6]

- Konstantin-Andok-Literaturpreis 2024 für „Risse in den Wörtern“[7]
- Stipendium des Stuttgarter Schriftstellerhauses 2024[8]
- Lobende Erwähnung beim Retzhofer Dramapreis 2023 für „Anne und Alma – Von der Schwierigkeit auf einem Bein zu stehen und zurückzuschauen“[9]
- „Risse in den Wörtern“ in der Eurodram Auswahl 2022 des deutschsprachigen Komitees[10]
- Nah Dran Stipendium des Kinder- und Jugendtheaterzentrums 2020 für „Futur Eins: Leben auf dem Mars“
- Literaturpreis des Kunsthaus Lisa e.V. für „Im Zustand der Schwerelosigkeit“ 2016
- Nah Dran Stipendium des Kinder- und Jugendtheaterzentrums 2016 für „Wolken und andere Katastrophen“
- Preis der Juristischen Fakultät der Universität Regensburg für „Name: Sophie Scholl“ 2015[11]
- Ganz Ohr Stipendium Hörspiel-Werkstatt des Deutschen Literaturfonds und des NDR 2013
- Mannheimer Feuergriffel für „Wolfsliebe“ (Manuskript) 2011
- Publikumspreis des Heidelberger Stückemarktes für Zigeuner-Boxer 2011